# التزامات السوق المسبقة
إلتزامات السوق المسبقة (AMC) هي عقد ملزم، وعادة ما تقدم من قبل الحكومة أو كيان مالي آخر، وتستخدم لضمان سوق قابل للتطبيق لمنتج بمجرد تطويره بنجاح. بشكل عام، يتم استخدام AMCs في الظروف التي تكون فيها تكلفة تطوير منتج جديد عالية جدًا بحيث لا تكون مجدية للقطاع الخاص دون ضمان كمية معينة من المشتريات مسبقًا.
على هذا النحو، تم استخدام AMCs في إنشاء لقاحات أو أدوية أخرى ذات تكاليف تطوير عالية مقدمًا. ونتيجة لهذا الالتزام، فإن سوق اللقاحات أو الأدوية للأمراض المهملة يمكن مقارنتها من حيث الحجم واليقين بسوق الأدوية للدول الغنية. وهذا من شأنه تشجيع التكنولوجيا الحيوية والأدوية الشركات للاستثمار في تطوير لقاحات جديدة لمعالجة المشاكل الصحية الأكثر إلحاحا في العالم، مثل الالتهاب الرئوي وأمراض الإسهال، فيروس نقص المناعة البشرية / الإيدز، والملاريا، في المسار الطبيعي لقراراتهم التجارية.

## الإعلان عن أول AMC في فبراير 2007
في 9 فبراير 2007، خصصت خمس دول (كندا، إيطاليا، النرويج، روسيا، المملكة المتحدة) ومؤسسة بيل وميليندا جيتس 1.5 مليار دولار أمريكي لإطلاق أول التزام سوق متقدم (AMC) للمساعدة في تسريع التنمية وتوافر لقاح جديد من المتوقع أن ينقذ حياة 7 ملايين طفل بحلول عام 2030.  مثّل نموذج AMC التجريبي الخطوة الأولى في جهد تاريخي لإنشاء سوق للقاحات المنقذة للحياة للأطفال في أفقر دول العالم. ستستهدف المبادرة الجديدة مرض المكورات الرئوية، وهو سبب رئيسي للالتهاب الرئوي والتهاب السحايا الذي يقتل 1.6 مليون شخص كل عام.
انضم رئيس البنك الدولي بول ولفويتس إلى جلالة الملكة رانيا العبد الله ملكة الأردن وممثلين رفيعي المستوى من كندا وإيطاليا والنرويج وروسيا والمملكة المتحدة في الإعلان عن برنامج AMC التجريبي، الذي سيختبر نموذجًا جديدًا لتحفيز تطوير اللقاحات، وتحديدا تلك التي تمنع السلالات المرضية السائدة في البلدان النامية. سيوفر المشروع التجريبي 7 إلى 10 سنوات من التمويل لدعم تطوير لقاحات مستقبلية ضد مرض المكورات الرئوية وسيشمل أحكامًا لضمان العرض والسعر المستدامين على المدى الطويل لأشد البلدان فقراً.
قال ولفويتز: «مع إطلاق أول AMC ، يمكننا إنقاذ الأرواح، وسنفعل ذلك بالاستثمار والخبرة في الصناعة». «الهدف الرئيسي هو تسريع إنتاج لقاحات قابلة للتطبيق ومطلوبة بشكل عاجل لأشد البلدان فقراً حيث يموت آلاف الأطفال كل يوم من أمراض يمكن الوقاية منها.»
تم تطوير مفهوم AMC استجابة لمعضلة مأساوية، كما أشار وزير المالية الإيطالي توماسو بادوا-سكيوبا، الذي خصصت حكومته 635 مليون دولار أمريكي لبرنامج AMC التجريبي.
تعتبر AMCs نهجًا مبتكرًا تمامًا يجمع بين أدوات التمويل القائمة على السوق والتدخل العام. قال بادوا-سكيوبا، الذي قادت وزارته الحملة لاعتماد برنامج AMC التجريبي، إن هذه الأداة المبتكرة تفتح آفاقًا جديدة في تمويل مكافحة الفقر والأمراض المستوطنة. «ستتيح المشاريع الدولية مثل هذا المشروع إنقاذ ملايين الأرواح البشرية وإثبات أن التنمية يمكن ويجب أن تتماشى مع الحاجة إلى ضمان المساواة والضمانات لمستقبل أفضل للفقراء والأضعف.»
سيوفر مركز AMC لمرض المكورات الرئوية سوقًا محسنًا للقاحات قيد التطوير الآن. لا يتم شراء اللقاحات إلا إذا كانت تفي بالمعايير المحددة مسبقًا للفعالية والأمان، وإذا طلبت الدول النامية ذلك. بعد 7 إلى 10 سنوات، من المرجح أن ينضب تمويل AMC. ستشمل AMC شروطًا تساعد في ضمان إمدادات مستدامة وبأسعار معقولة على المدى الطويل.
وأشارت جلالة الملكة رانيا، عضو مجلس إدارة الصندوق العالمي للقاحات والتحصين، إلى أنه في أفقر مناطق العالم، يموت ما بين مليونين وثلاثة ملايين طفل كل عام بسبب أمراض يمكن الوقاية منها.
وأشارت جلالة الملكة بشكل خاص إلى الدول المانحة التي تساعد في تحقيق الهدف المتمثل في خفض عدد الوفيات بين الأطفال الأكثر ضعفا في العالم بمقدار الثلثين.
قالت الملكة: «إنك تمنح الصحة، وأكثر من ذلك، هبة الأمل». «بفضلكم، ستتاح للعديد من العائلات فرصة القتال لرؤية أطفالهم على قيد الحياة، ورؤية أولادهم وبناتهم يكبرون، ويعيش أبناؤهم وبناتهم حياة منتجة. شكرًا لك، قد تجد مجتمعات بأكملها القوة لمقاومة الفقر وقد تتخذ بلدان بأكملها خطوة إلى أعلى سلم التنمية البشرية».
وأشار جوليان لوب ليفيت، السكرتير التنفيذي لتحالف GAVI، إلى أن نسخة مبكرة من لقاح المكورات الرئوية تستخدم على نطاق واسع في البلدان المتقدمة مع نجاح باهر في الوقاية من المرض. ومع ذلك، أضاف، تفتقر الشركات المصنعة إلى القدرة على توفير لقاح مناسب تمامًا للعالم النامي على نطاق واسع، وهناك حاجة إلى لقاحات حماية ممتدة للسيطرة على مرض المكورات الرئوية في البلدان النامية.
أوصت لجنة خبراء مستقلة، مع ممثلين من البلدان النامية والصناعية، بأن يكون مرض المكورات الرئوية هو هدف تجربة AMC الأولية. من الآن فصاعدًا، سيتم الإشراف على AMC من قبل لجنة تقييم مستقلة، والتي ستضع معايير اللقاحات وتراقبها. ومنظمة الصحة العالمية وتسهيل إنشاء الملف الشخصى المنتجات المستهدفة وتقييم الجودة والسلامة والمناعية للقاحات AMC. سيكون التحالف العالمي للقاحات والتحصين والبنك الدولي مسؤولين عن دعم الوظائف البرنامجية والمالية لمركز AMC.
قال لوب ليفيت: «نتوقع أن تصل لقاحات المكورات الرئوية الجديدة إلى البلدان النامية بحلول عام 2010، أي قبل 10 سنوات على الأقل مما لو لم يكن AMC متاحًا». «قرار اليوم سينقذ الأرواح من خلال تعزيز الجهود للوقاية من هذا المرض، مع تمهيد الطريق أمام AMCs في المستقبل تركز على الأمراض الفتاكة الأخرى.»

## أصول الفكرة
فكرة عقد من هذا القبيل، اقترح سابقا في الكتابات الأكاديمية البروفيسور مايكل كريمر والمقالات الإفتتاحية في الصحف الكبرى، اكتسبت زخما إضافيا في عام 2005 مع نشر تقرير Making Markets for Vaccines: Ideas to Action من قبل مجموعة العمل التي نظمها مركز التنمية العالمية.

## الملف الشخصي للمنتج الهدف
تم تطوير ملف المنتج المستهدف (TPP) لالتزام السوق المتقدم للمكورات الرئوية (AMC) من قبل منظمة الصحة العالمية بناءً على طلب أمانة AMC. في 11 ديسمبر 2008، صادقت لجنة التقييم المستقلة (IAC) رسميًا على اتفاقية الشراكة عبر المحيط الهادئ، مما يجعلها المجموعة النهائية من الدلائل الإرشادية لتحديد خصائص لقاحات المكورات الرئوية المتقارنة المؤهلة لـ AMC. تحدد TPP المعايير التي يجب أن يفي بها اللقاح ليكون مؤهلاً للبيع بموجب برنامج AMC وتحدد IAC ما إذا كان اللقاح المرشح يفي بمواصفات TPP. لتلبية TPP، يجب أن يفي اللقاح أو يتجاوز 13 شرطًا. تتعلق المتطلبات المحددة في TPP بالتأثير المتوقع على الصحة العامة، وسلامة اللقاح، ومدى ملاءمة المنتج للاستخدام في الأنظمة الصحية في البلدان النامية. يمكن العثور على مزيد من المعلومات على: http://vaccineamc.org/progress.html

## روابط خارجية
- Advance Market Commitment for Vaccines
- (Global Alliance for Vaccines and Immunization (GAVI
- (International AIDS Vaccine Initiative (IAVI
- (AIDS Vaccine Advocacy Coalition (AVAC
- Making Markets for Vaccines: Ideas to Action
- Vaccines for Development
- PneumoADIP
- PATH
- World Pneumonia Day